# Apamea pseudina
Apamea pseudina är en fjärilsart som beskrevs av Smith. Apamea pseudina ingår i släktet Apamea och familjen nattflyn. Inga underarter finns listade i Catalogue of Life.